# Bencés Obláció
A Bencés Obláció (angolul Benedictine Oblates) egy katolikus lelkiségi mozgalom, melynek tagjai olyan világi hívek, akik a bencés szerzetesrend közösségéhez tartozva, a világban törekszenek Nursiai Szent Benedek Regulája szellemében élni. Jogilag a bencések harmadik rendje.

## Története
Oblátusok és obláták (Istennek felajánlott férfi és női bencés világi hívek) már Nursiai Szent Benedek idejében is léteztek. Idővel azokat a felnőtteket is oblátusoknak nevezték, akik egy bencés kolostorral szorosabb kapcsolatra léptek. A Szent Benedek Regulájának szellemében éltek, és felajánlották szolgálataikat a kolostornak, átvállalták a szerzetesek némely feladatát, hogy ők még inkább átadhassák magukat az imának és a tudományoknak. A Burgundiában található Cluny reformkolostorhoz a 10. és 11. században sok hívő csatlakozott. A Cluny típusú reformkolostorok felvirágzásával együtt fellendültek az "oblátus-intézetek" is. Ez az elnevezés a 11. századból származik. Az oblátusoknak különféle életformája volt:
- Egyesek ígéretük révén egészen a kolostor rendelkezésére bocsátották magukat, az apát lelki vezetése alatt álltak, az apátság területén laktak és részben sajátos öltözetet is hordtak.
- Mások a világban éltek, a családjukban, megtartották birtokukat vagy odaadták a kolostornak gazdálkodásra.
- Születtek olyan oblátusközösségek is, amelyek (kezdetben fogadalom nélkül) a bencés Regula alapján élték az életüket. Római Szent Franciska (1384-1440) férje halála után (1430) alapított egy ilyen közösséget, amely még ma is létezik "Római Szent Franciska oblátái" néven.

Az oblátusságnak ez a három formája maradt fenn, kisebb változásokkal, de a bencés Regula változatlan követésével:
1. A klauzúrás vagy házbéli oblátusok kolostori közösségben élnek, fogadalom nélkül.
2. A bencés oblátusok a bencés szellem megvalósítására törekszenek a világban.
3. A Regula szerint élő, reguláris oblátusok sajátos bencés közösséget alkotnak fogadalommal megerősítve, és világi feladatoknak szentelik magukat.

A bencés renden kívül vannak még olyan rendi közösségek, amelyeknek tagjai oblátusoknak nevezik magukat (pl. Ciszterci Obláció). A 11. században a bencés kolostorokhoz kapcsolódó oblátusok védelmére II. Orbán pápa bullát hozott létre. A 16. században nincsen nyomta oblátusintézménynek. A 17-18. században az okmányok ismét említik az oblátusokat, akik részben a Szent Benedek harmadrendje elnevezést viselik. A 17-18. század fordulóján (francia forradalom, II. József reformjai, német szekularizáció) sok kolostor feloszlatása miatt az oblátusság visszaszorult. A 19. század második felében a bencés szerzetességgel együtt ismét felélénkült az oblátusélet. XIII. Leó pápa és X. Piusz pápa jóváhagyták a "világban élő oblátusok statútumait" (szabályzatát), amelyek csaknem 100 évig voltak érvényben.
A  II. vatikáni zsinat után 1968-ban találkoztak először különböző bencés kongregációhoz tartozó oblátusrektorok és rektornők abból a célból, hogy együtt gondolkozzanak az oblátusok közös jövőjéről. Az 1970-es második találkozón már oblátusok és obláták is csatlakoztak hozzájuk. Mint egyfajta konföderatív intézményt, ugyanebben az évben létrehozták a "Világi Oblátusok Munkaközösségét". Ez oblátusrektorokból, -rektornőkből áll. Rendszeresen tartanak üléseket, amelyekre oblátusokat küldenek az egyes kolostorok képviseletében. A koordináló munkát egy elnök látja el egy tanácsadóval együtt. Annak érdekében, hogy az oblátusok életében nagyobb hangsúlyt kapjon a Regula, az 1982-es ülés a világi oblátus elnevezést bencés oblátusra változtatta. Ezért lett a szervezet új neve is "Bencés Oblátusok Munkaközössége".

### Magyarországon
Magyarországon a Bencés Obláció modern formáját Szunyogh Xavér Ferenc atya gondolta el. Számos segédkönyvet adott ki, népszerűsítő előadásokat tartott. A Kelenvölgyben lévő Szent Szabina kápolna az ő szolgálatával vált lelki központtá. A rend nagykáptalanja 1921 augusztusában elfogadta az oblátus-intézmény felállítását és még ebben a hónapban megtörtént az első beöltözés Komáromban. Az 1930-as években a közösség létszáma meghaladta a 300 főt. A második világháború után a kommunista rendszer engedélyezte a pannonhalmi és győri bencés monostor továbbélését, de az oblációk működését nem. 1990 után szerveződött újjá a pannonhalmi, majd a bakonybéli és a tiszaalpári obláció. Jelenleg 130 körüli taglétszámmal rendelkezik a magyar Bencés Obláció.

## Tagság
Alapfeltétel, hogy a jelentkező katolikus, hitét élő személy legyen, akinek rendezett kapcsolata van az Egyházzal. Aki már szerzetesi fogadalmat tett, vagy harmadrendhez vagy hasonló közösséghez tartozik, nem lehet oblátus.
A jelöltidő egy év (korábban két év volt). A jelöltidő során egyetlen kérdést kell tisztáznia a jelöltnek és a közösségnek, hogy valóban Istent keresi-e. A jelöltidő elteltével a jelölt kérheti beöltözését, s ezzel novíciusi idejének megkezdését. Nursiai Szent Benedek nyári ünnepén, július 11-én, Pannonhalmán az éves nagy találkozón történik meg a beöltözés, ünnepélyes keretek között a templomban, a közösség jelenlétében. Beöltözéskor kapja kézbe a jelölt a Regulát, és Szent Benedek keresztjét, amelyet nyakában viselhet.
A noviciátus legalább két év (korábban legalább egy év). Ezalatt a novícius elmélyülten tanulmányozza a Regulát, megvizsgálja, hogy hogyan tudja azt megélni a világban elfoglalt helyén. Az obláció - önmaga felajánlása - az ünnepi szentmisén az Evangélium felolvasása és a homília (igehirdetés) után történik. A jelölt szándékát kinyilvánítja, majd írásba foglalva az oltárra helyezi. Az apát imádsága után háromszor ismétli meg a 118. zsoltár egyik versét: "Fogadj el engem Istenem, szent igéd szerint, hogy Neked éljek, és ne szégyeníts meg engem, mert Tebenned bíztam, Uram." (Zsolt 118,116) Ezt a zsoltárverset éneklik a bencés szerzetesek is, amikor fogadalmat tesznek.
Az obláció, a felajánlás ugyan nem fogadalom, jogi következményei nincsenek, de mivel komoly ígéret, kötelez. Az oblátuskötelék kétféle módon szűnhet meg: az oblátus személyes elhatározása vagy a monostor döntése alapján. Az obláció megszűnéséhez úgy az oblátus, mint a monostor részéről súlyos oknak kell fennállnia.

### A vezetőség
Az oblátus közösség a Pannonhalmi Főmonostor főapátjának felügyelete alatt, az oblátus rektor irányításával, a dékánok által vezetett csoportokban (dékániákban) működik. A tagok nem monasztikus szerzetesek és nem állnak az apát joghatósága alatt, de elismerik őt lelki atyjuknak, így a bencés közösség tagjai. Jogilag úgy kapcsolódnak a bencés közösséghez, mint más szerzetes közösségek esetében a harmadik rendiek. Az oblátus rektor irányítja a közösség lelki, szellemi életét. Rendszeresen látogatja a dékániákat. Az oblátus rektor segítőjeként vezeti a dékán az oblátus csoport (dékánia) rendszeres találkozóit. Munkáját az oblátus rektor irányításával végzi.

## Tevékenysége
Az obláció Istennek adott és a római katolikus egyház által elfogadott ígéret, amely a Szent Benedek Regulájának szellemében radikálisan megvalósított keresztény életre szól, a monostorhoz csatlakozva. Az obláció tartalma hasonlít a szerzetesi fogadalomhoz, megvalósítási módja azonban más. Három pontban ragadható meg:
- Stabilitás: az oblátus élete hétköznapi körülményeit el nem hagyva, oblációja által különleges formában csatlakozik egy bencés monostorhoz, és mindhalálig megmarad annak lelki közösségében, időnként fizikai valóságában is.
- Converso morum: állandó megtérés, az élet bűnbánatban való eltöltése, naponkénti odaigazítása az Evangéliumhoz. Az oblátus az Evangélium megélése gyakorlatában Szent Benedek útmutatásához vonzódik és ragaszkodik, törekszik Szent Benedek Regulája szellemében élni.
- Obedientia: engedelmesség az obláció vezetőinek.

A reggeli dicséret (laudes) és az esti dicséret (vesperás) imádkozása (korábban a zsolozsma legalább egy imaórájának rendszeres napi imádkozása) az oblátus életének szerves része. A belső imádság és a lelki olvasmányok, különösen a Szentírás és a Regula rendszeres olvasása lényeges az oblátus számára. Arra törekszik, hogy a mindennapit jól tegye, nem arra, hogy a rendkívülit keresse. Evangéliumi életével a keresztény közösség anyagi, szellemi, erkölcsi és lelki javakban való haladását mindig segíti. A havi találkozón a dékániák tagjai a közös ima mellett megosztják egymással hétköznapi tapasztalataikat és olvasmányélményeiket.
A monostor lelki képzést biztosít az oblátusok számára oblátus gyűlések, lelkigyakorlatok, oblátus levelek útján. Az oblátusok lehetőség szerint használják ki a monostor által felajánlott alkalmakat a találkozásra, a lelki elmélyülésre. A monostor biztosítja az oblátusok számára a részvételt a szerzetesek imájában és áldozatában. A monostor részt vállal az oblátusok lelki gondozásában. Az oblátus közösségről (élő és meghalt testvérekről) havonta szentmisében emlékeznek meg a bencés közösségben.